# Titelles aquàtics del Vietnam

Cort de ballarines del Teatre de marionetes aquàtiques de Thang Long, a Hanoi

Els titelles aquàtics del Vietnam són un popular tipus tradicional de teatre de titelles que, en trobar-se dins l'aigua durant les representacions, en són una variant única al món. Prové de la plana nord del Vietnam i se li atribueix una antiguitat de deu segles. Solen acompanyar-se d'efectes de llum i so i peces del teatre popular chèo.

## Història
L'origen d'aquests curiosos titelles s'associa a la imatge de l'espantaocells, inspirant-se en els maniquins que els camperols col·locaven en els cultius, habitualment negats, i sustentant la tesi de la possibilitat que ideassen sistemes per moure els maniquins a distància. Més tard, artesans i dramaturgs degueren portar-los al terreny de l'art popular.
Una referència molt més concreta n'és una estela de pedra de l'any 1122 ae trobada al districte de Thyong Tin, a la província d'Ha Nam, el text de la qual relata la victòria d'un rei que en les cerimònies de celebració incloïa el que es descriu com una funció de titelles aquàtics. Aquesta notícia de la seua pràctica cortesana al segle XII ae fa suposar que era una tradició establerta anteriorment.

## Tècniques de manipulació

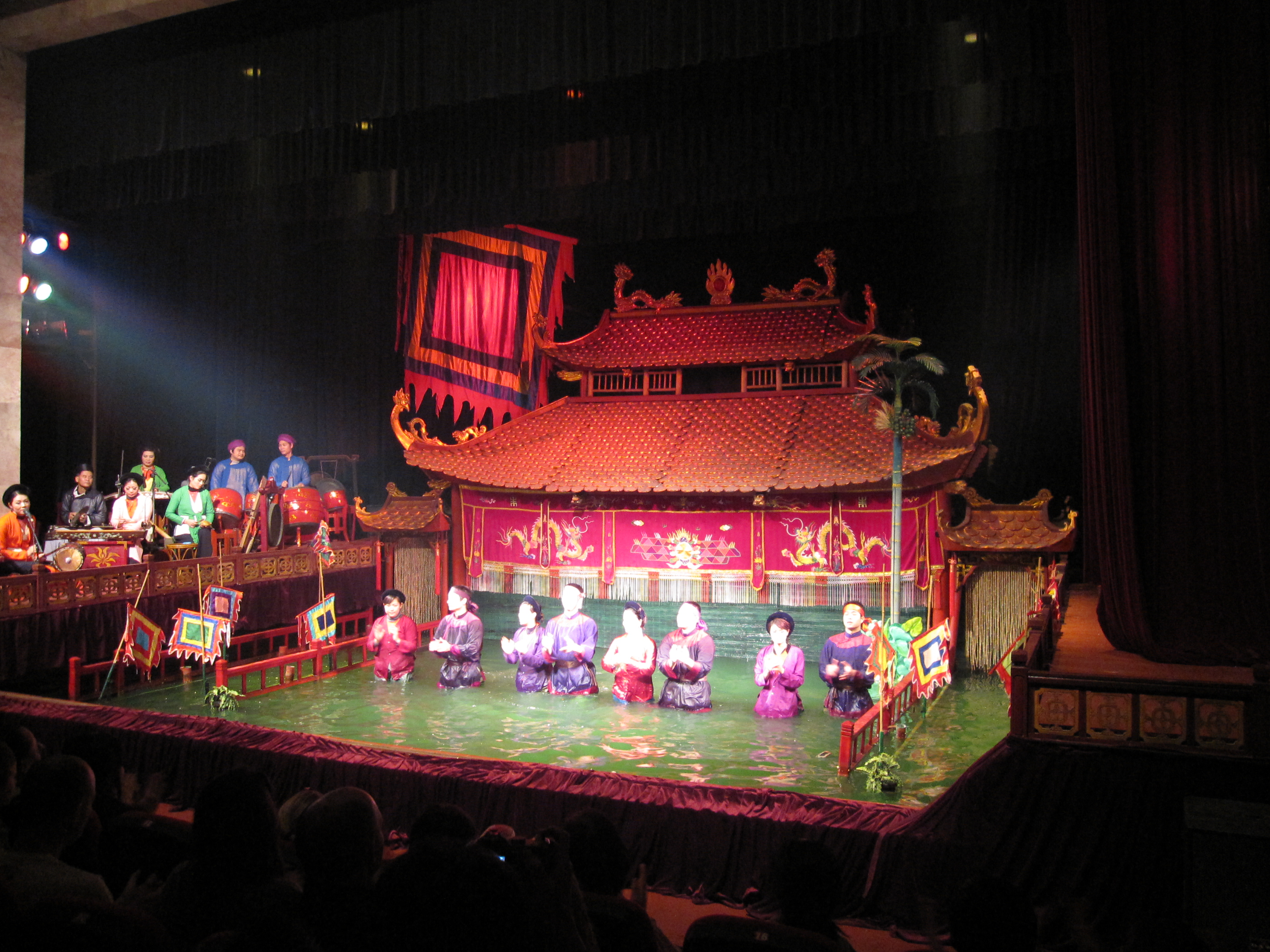
Els manipuladors del Teatre de marionetes aquàtiques de Thang Long, a Hanoi, corresponent a l'aplaudiment del públic, dins l'aigua. A l'esquerra, els integrants de l'orquestra

Entre les característiques generals d'aquests titelles vietnamites cal assenyalar que estan fets de fusta, i es mouen a prou distància, des de darrere, amb varetes i cordes, per titellaires amagats darrere de pantalles de tela o tendals. A vegades la base per la qual es mouen els ninots és de terra.
Tradicionalment, les representacions transcorren en estanys o llacunes, a la riba de les quals s'ha construït amb bambú, fusta o rajola un teatret amb la principal característica d'un tendal que baixa a l'aigua des de la teuladeta. Darrere d'aquest teló i amb l'aigua a la cintura, els titellaires maneguen les marionetes amb uns jocs de cordes, perxes o varetes, fent-los moure's sobre una reixeta submergida uns centímetres a l'estany opac.
Malgrat l'aparentment limitat escenari, l'espectacularitat dels titelles aquàtics dona vida a amazones cavalcant sobre peixos, dracs llançant foc i aigua, lluites entre genets a cavall, desfilades, dansaires, i fins i tot una bandera que ix totalment seca del fons de l'estany.
Hui hi ha a Hanoi i moltes altres ciutats de la resta del món teatres específics d'aquesta modalitat del teatre de titelles.

## Repertori
Les obres del teatre aquàtic vietnamita poden representar indistintament la vida quotidiana rural o antics relats històrics, contes i llegendes, jocs populars i aforismes escenificats, peces satíriques i drames clàssics.
Pràcticament desaparegut durant l'ocupació colonial francesa, ressorgí després de la victòria de Dien Bien Phu i la pujada d'Hồ Chí Minh al poder.